# Voo Dynamic Airways 405
O voo Dynamic International Airways 405 (2D405/DYA405) foi um voo internacional operado pela Dynamic Airways do Aeroporto Internacional de Fort Lauderdale-Hollywood ao Aeroporto Internacional Simón Bolívar, em Caracas, a bordo de um Boeing 767-200ER, que sofreu um incêndio no motor, enquanto taxiava para decolar em 29 de outubro de 2015.

## Incidente
O voo 2D405 pegou fogo enquanto taxiava para decolar no Aeroporto Internacional de Fort Lauderdale-Hollywood. A aeronave estava vazando combustível, pouco antes de ela pegar fogo, de acordo com o piloto de uma aeronave que estava seguindo o voo 405. Todos os passageiros e tripulantes foram evacuados da aeronave. Quinze pessoas foram levadas para um hospital com ferimentos. As duas pistas do aeroporto foram fechadas. A pista sul foi reaberta por volta das 15:20.

## Aeronave
A aeronave envolvida no incidente (número de série 23280) foi um Boeing 767-269ER com prefixo N251MY. O 131º Boeing 767 construído voou pela primeira vez em 30 de janeiro de 1986 e foi entregue à Kuwait Airways cerca de sete semanas mais tarde. Enquanto pertenceu à Kuwait Airways, a fuselagem foi arrendada por várias vezes à EgyptAir, Qatar Airways e Polynesiancu Airlines. 
Em 1995, a Kuwait Airways vendeu a fuselagem para a Birgenair, que subsequentemente arrendou a fuselagem para a Alas Nacionales e LAN Airlines. Após a falência da Birgenair logo após o acidente com o voo Birgenair 301, a Air Gabon adquiriu a fuselagem por dois anos, até sua aquisição pela First Security Corporation (agora parte da Wells Fargo), em 1999. O avião foi então armazenado pelos próximos cinco anos, fora de serviço, até que a Phoenix Aviation (mais tarde AVE.com), baseada nos Emirados Árabes Unidos, comprou a fuselagem da Wells Fargo, em 2004, arrendando-a para a Kam Air no início de 2004. 
A atual proprietária KMW Leasing de Salt Lake City, Utah (de propriedade do fundador e ex-CEO da Extra Space Storage, que por sua vez também é uma co-proprietária da Dynamic Airways) adquiriu o avião da AVE.com em junho de 2006, que posteriormente arrendou a fuselagem em uma base de "energia por hora" para a MAXjet e Sunny Airways antes de sua entrega para a Dynamic. Apesar de sua idade de cerca de 30 anos, de 6 de outubro de 2015, a estrutura só tinha voado por 29 970 horas mais 9 937 ciclos de voo. Anteriormente ao aluguel pela Dynamic Airways, a aeronave estava sendo armazenada a seco por cerca de 29 meses. A Dynamic só tinha registrado 240 horas durante o período de seis semanas anteriores ao fogo em Fort Lauderdale.

## Investigação
A National Transportation Safety Board começou uma investigação. Em 3 de novembro de 2015, a NTSB lançou uma atualização para a investigação em curso, que declarou que eles descobriram que o acoplamento da principal linha de abastecimento de combustível tinha se desconectado na braçadeira da asa do motor acima e atrás do motor esquerdo. O exame do motor esquerdo não revelou nenhuma evidência de um motor desconfigurado ou outra falha. Além disso, a parte inferior da asa esquerda, o capô do motor esquerdo e a seção central da fuselagem esquerda sustentaram danos térmicos. O fogo não penetrou na fuselagem. O relatório condenou alguns passageiros por levarem suas bagagens.